# Rachel Hunter
Rachel Hunter (Glenfield, 8 settembre 1969) è una supermodella neozelandese.

## Biografia

### Moda
Scoperta quando era molto giovane, Rachel Hunter diventa presto una delle top model più importanti di fine anni 80.
In breve tempo appare su diverse copertine di riviste, tra cui Vogue, Elle, Rolling Stone, Sports Illustrated Swimsuit Issue (ben 2 volte, nel 1994 e 2006), Playboy, Cosmopolitan, Mademoiselle, Harper's Bazaar e diventa il volto dell'azienda di cosmetici CoverGirl.
Ha occasionalmente calcato le passerelle di alta moda, sfilando per Badgley Mischka. È stata anche protagonista dei video musicali dei brani Broken Arrow di Rod Stewart e Stacy's Mom dei Fountains of Wayne.

### Televisione
È stata conduttrice del tour of beauty di Imagination Television Rachel Hunter.
Nel 2002 interpreta la protagonista, Gloria, nel film Redemption of the Ghost. Ha partecipato come concorrente al format statunitense del programma Dancing with the Stars e tra il 2012 e il 2013 è stata giudice del format neozelandese del talent show Got Talent e di RuPaul's Drag Race All Stars.

## Vita privata
È stata sposata con la rockstar Rod Stewart dal 1990 al 2006 dal quale ha avuto due figli. 
Prima del suo matrimonio con Stewart è stata brevemente legata con il cantautore Kip Winger, e ha avuto una breve relazione con i giocatori di hockey Sean Avery e Jarrec Stool.

## Filmografia parziale

### Televisione
- Confessions of a Go Go Girl, regia di Grant Harvey – film TV (2008)